# Eleanor Patterson
Eleanor Patterson (Leongatha, 22 de mayo de 1996) es una deportista australiana que compite en atletismo, especialista en la prueba de salto de altura.
Participó en tres Juegos Olímpicos de Verano, entre los años 2016 y 2024, obteniendo una medalla de bronce en París 2024, en la prueba de salto de altura, y el quinto lugar en Tokio 2020, en la misma prueba.
Ganó dos medallas en el Campeonato Mundial de Atletismo, en los años 2022 y 2023, y dos medallas de plata en el Campeonato Mundial de Atletismo en Pista Cubierta, en los años 2022 y 2025.

## Palmarés internacional
| Juegos Olímpicos                     | Juegos Olímpicos        | Juegos Olímpicos  | Juegos Olímpicos |
| Año                                  | Lugar                   | Medalla           | Prueba           |
| ------------------------------------ | ----------------------- | ----------------- | ---------------- |
| 2024                                 | París (Francia)         | Medalla de bronce | Salto de altura  |
| Campeonato Mundial                   |                         |                   |                  |
| Año                                  | Lugar                   | Medalla           | Prueba           |
| 2022                                 | Eugene (Estados Unidos) | Medalla de oro    | Salto de altura  |
| 2023                                 | Budapest (Hungría)      | Medalla de plata  | Salto de altura  |
| Campeonato Mundial en Pista Cubierta |                         |                   |                  |
| Año                                  | Lugar                   | Medalla           | Prueba           |
| 2022                                 | Belgrado (Serbia)       | Medalla de plata  | Salto de altura  |
| 2025                                 | Nankín (China)          | Medalla de plata  | Salto de altura  |